# Сидран, Абдула
Абдула Сидран (босн. Abdulah Sidran; 2 октября 1944[…], Сараево, Врхбосна (великая жупа), НГХ — 23 марта 2024, Сараево, Босния и Герцеговина) — боснийский писатель, поэт и драматург. Представитель поколения югославских «шестидесятников».
Получил образование в Сараевском университете, изучал югославскую литературу и сербохорватский язык на философском факультете. Числился в штате Сараевского телевидения как драматург.
Важнейшие и наиболее известные сочинения Сидрана — Šahbaza (1970), Kost i meso (1976), Sarajevski tabut (1993). Автор нескольких поэтических сборников. Стихи Сидрана переводились на другие европейские языки.
Кроме того, Абдула Сидран известен как сценарист кино. По его сценариям сняты фильмы нескольких известных боснийских режиссёров, таких как Эмир Кустурица («Помнишь ли ты Долли Белл?», 1981, «Папа в командировке», 1985) и Адемир Кенович (Kuduz,1989, Savršeni krug,1997). Сидран был членом жюри Венецианского кинофестиваля в 2003 году.
Умер 23 марта 2024 года после продолжительной и тяжёлой болезни в возрасте 79 лет в Сараево. Вскоре после этого многие видные боснийские политики и общественные деятели отреагировали на его смерть и выразили свои соболезнования. Он был похоронен во дворе мечети Ферхадия в Сараево 27 марта.